# Mage : L'Ascension
Pour les articles homonymes, voir mage (homonymie).
Mage : L'Ascension est un jeu de rôle contemporain-fantastique, édité par White Wolf Publishing, et traduit en français par Hexagonal. Il est le 3e jeu dans leur univers « gothic-punk », le Monde des ténèbres, après Vampire : la Mascarade et Loup-garou: l'Apocalypse.
Mage : L'Ascension a la réputation d'être un des jeux de rôles les plus difficiles à jouer, dans le sens où il est très souvent fait appel à des concepts philosophiques qui permettent de définir les croyances et moyens des personnages incarnés.  

## Concept de base
Le jeu propose de jouer des mages, membres ou non de différents groupes aux objectifs et philosophies variés. Ces mages opposent leurs influences sur le monde afin d'en assurer le contrôle spirituel. La faction qui réussira à faire accepter sa vision du monde aux peuples du monde réécrira en effet l'histoire, ce qui lui permettra de toujours avoir existé, d'être, et de prévaloir à jamais.
Pour ce faire, les mages, au travers de leurs croyances et philosophies, redéfinissent la nature de la réalité pour la faire correspondre à leurs aspirations.

## Métaphysique du jeu
Le principe fondamental de Mage : l'Ascension est que chaque être humain a la possibilité, à un certain niveau, de modeler la réalité. La plupart des individus, inconsciente de ce fait, est appelée Dormeurs du fait de cette capacité latente. Un Mage est un personnage chez qui cette faculté d'altération de la réalité s'est Éveillée, via son Avatar.
Bien que tous les mages aient en commun la capacité de changer la réalité, la façon dont ils le font varie énormément. Pour produire un effet magyque (c’est-à-dire, un acte modifiant la réalité), un mage doit le justifier au travers d'un paradigme qui lui permet d'expliquer comment l'univers accepte un tel changement. Ainsi, un paradigme alchimique pourrait décrire la combustion d'une bûche de bois en se basant sur le principe du « relâchement de son essence élément-feu », alors qu'un paradigme scientifique pourrait le décrire comme la résultante d'une réaction chimique complexe. Chaque paradigme est unique et propre à chaque mage, mais peuvent être regroupés en grandes catégories telles que religieux, scientifiques, sorcelleries occultes, technologies futuristes, etc

## Système de jeu
Le système de jeu utilise des ensembles de dés à dix faces. Pour résoudre une action, il faut lancer un nombre de dés égal à sa caractéristique + sa compétence. La réussite de l'action dépend du nombre de résultats qui dépassent un seuil de difficulté.
Les sorts fonctionnent sur la base de catégories (hasard, temps, matière, énergie, etc) contrairement aux systèmes basés sur des listes. Les effets de chaque catégorie se divisent entre les effets vulgaires et les effets de coïncidences. Les premiers, comme les boules de feu ou la lévitation, risquent de provoquer un rejet du sort et du mage par la réalité qui le considère comme impossible. Les effets basés sur des coïncidences, comme trouver une clef sous un pot de fleur ou faire qu'une personne oublie de prendre son portefeuille, se font sans fatiguer le mage. Cela oriente le jeu vers une utilisation subtile de la magie.

## Adaptation
Le 16 février 2017, White Wolf Publishing publie World of Darkness Preludes: Vampire and Mage sur PC (Windows, notamment temporairement sur Steam), Mac et Linux, un jeu vidéo composé de deux fictions interactives se déroulant uniquement sous forme de messages téléphoniques. La première appelée Vampire: The Masquerade - We Eat Blood and All Our Friends Are Dead, écrite par Zak Smith et Sarah Horrocks, prend place dans l'univers Vampire : La Mascarade, et la seconde titrée Mage: The Ascension - Refuge est adapté de Mage : L'Ascension. Les deux fictions sont accessibles séparément sur iOS et Android,,.